# Borisz Mihajlovics Gurevics
Borisz Mihajlovics Gurevics, ukránul: Борис Михайлович Гуревич (Kijev, 1937. február 23. – Deerfield, Illinois, USA, 2020. november 11.) olimpiai és világbajnok szovjet-ukrán birkózó.

## Pályafutása
1953-ban kezdett birkózni és mindig szabadfogásban versenyzett. Hat szovjet bajnoki címet szerzett (1957, 1958, 1961, 1965, 1966, 1967). 1960-ban lett a szovjet válogatott tagja. Első nemzetközi versenye az 1961-es jokohamai világbajnokság volt, ahol ezüstérmet szerzett középsúlyban. Az 1962-es világbajnokságon a negyedik helyen végzett. A szovjet válogatottba kerülésért nagy verseny folyt, emiatt következő nemzetközi szereplése az 1967-es Európa-bajnokságon volt, ahol középsúlyban aranyat nyert. Az 1967-es új-delhi világbajnokságon is aranyérmes lett. Az 1968-as mexikóvárosi olimpián esélyesként indult és olimpiai bajnok is lett középsúlyban. Az 1969-es Mar del Plata-i világbajnokságon ismét aranyérmes lett. Utoljára az 1970-es Európa-bajnokságon versenyzett, ahol aranyéremmel búcsúzott. 
A Szovjetunió széthullása az Egyesült Államokba emigrált és Chicagóban élt.

## Sikerei, díjai
- Olimpiai játékok
  - aranyérmes: 1968, Mexikóváros (szabadfogás, 87 kg)
- Világbajnokság – szabadfogás
  - aranyérmes: 1967 (87 kg), 1969 (90 kg)
  - ezüstérmes: 1961 (87 kg)